# Dactylopsila megalura
Dactylopsila megalura é uma espécie de marsupial da família Petauridae. Endêmica da ilha de Nova Guiné.